# Calamus longipinna
Calamus longipinna är en enhjärtbladig växtart som beskrevs av Karl Moritz Schumann och Carl Karl Adolf Georg Lauterbach. Calamus longipinna ingår i släktet Calamus och familjen Arecaceae. Inga underarter finns listade i Catalogue of Life.